# Ochmet evropský
Ochmet evropský (Loranthus europaeus) je poloparazitický opadavý keř z čeledě ochmetovité (Loranthaceae). Je to jediný zástupce rodu ochmet v Evropě.

## Znaky
Opadavý dvoudomý na listnáčích parazitující keř. Dorůstá do kulovitých tvarů o průměru až 2 metry. Nápadný a dekorativní je zejména po opadu listí, kdy lze na samičích rostlinách pozorovat dozrálé plody. Podobné jmelí bílé má plody bílé a listy neopadávají. 
Listy opakvejčité, ztluštěné, celokrajné, krátce řapíkaté. Květy samčí uspořádány v hroznech, samičí v klasech. Plody jsou téměř kulovité nepravé bobule žluté barvy. Plod obsahuje mléčnou hlenovitou lepkavou dužinu a jedno semeno.

## Biologie
Ochmet evropský je poloparazitická rostlina. Ze svého hostitele čerpá pomocí haustorií minerály a vodu. Mezi jeho hostitele patří dub letní, dub pýřitý, dub cer, kaštanovník setý a olivovník. Sám může být hostitelem jmelí bílého pravého (hyperparazitismus) a také sama sebe (autoparazitismus). Kvete v květnu a červnu, plody dozrávají na podzim. Rozmnožuje se pouze semeny. Pro další šíření je klíčový lepkavý obsah plodu. Některé plody po dozrání odpadnou a přilnou na nižší větve stromu, kde vyklíčí. Jeho plody také konzumují někteří pěvci jako drozd brávník nebo brkoslav severní, kteří mohou trusem přenést semena na větve dalšího hostitele.

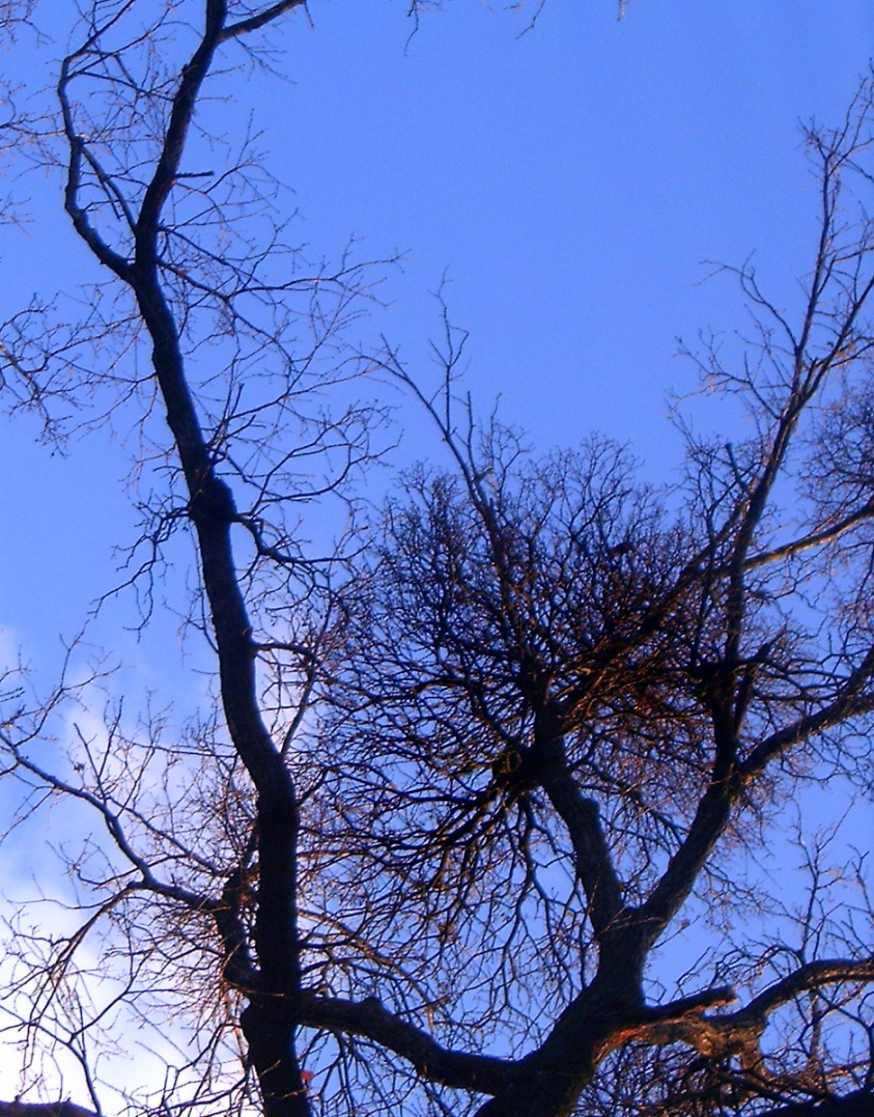
Ochmet na dubu

## Využití
Jeho nezralé plody sloužily ptáčníkům jako přírodní surovina k přípravě kvalitního lepu používaného při tradiční čižbě (lovu drobných ptáků).

## Škodlivost
Oslabování hostitele vede k významnému poškození.

### Ochrana rostlin
V případě napadení rostlin ochmetem je důležité včasné odstranění ochmetu. Odříznutí větve až do zdravého dřeva, které neprorůstají sací kořeny. Překrytí napadených částí plastovou fólií.

## EPPO kód
LOAEU